# 穆公 (曹)
穆公（繆公、ぼくこう）は、春秋時代の曹の第11代の君主（在位前760年 - 前757年）。姓は姫、名は武。恵伯の子として生まれた。兄の曹君石甫を殺して曹国の君主となった。在位3年。桓公の父。